# Verband Österreichischer Privatsender
Der Verband Österreichischer Privatsender (VÖP) ist ein Verein mit Sitz in Wien. Der Kreis der Mitglieder setzt sich aus privaten Rundfunkveranstaltern in Österreich zusammen.
Der Verband versteht sich als Partner der Politik, als Kooperationspartner für andere Verbände (zum Beispiel Verband Österreichischer Zeitungen, Wirtschaftskammer Österreich) und als Ansprechpartner für Regulierungsbehörde KommAustria. Der VÖP repräsentiert mittlerweile alle wesentlichen, am österreichischen Markt tätigen privaten Rundfunkunternehmen.

## Geschichte
Der Verband wurde 1993 gegründet. Damals gab es sieben Mitgliedsunternehmen. 2003 erfolgte die Integration in die Geschäftsstelle des Fachverbandes Telekom-Rundfunk der WKÖ. Im Laufe der Zeit kamen zusätzlich zu den privaten Radiosendern auch noch private Fernsehveranstalter hinzu, ab 2008 wurde der Mitgliedskreis noch um Radio- und TV-Vermarkter erweitert. 2009 wurde die Integration in den Fachverband Telekom-Rundfunk der WKÖ aufgelöst und ein eigener Geschäftsapparat eingerichtet.

## Mitglieder

### Radiostationen
- Antenne Kärnten
- Antenne Steiermark
- Antenne Vorarlberg
- Kronehit
- Life Radio Oberösterreich und Tirol
- Radio 88.6
- Radio Arabella
- Radio Austria
- Radio Energy
- Radio klassik Stephansdom
- Radio Maria Österreich
- Radio ONE
- Radio Osttirol
- Radio U1 Tirol
- RMS Austria – Radio Marketing Service Austria
- Rock Antenne Österreich
- T-Rock
- Technikum City
- Welle 1 music radio

### Fernsehsender
- ATV
- ATV 2
- Canal+
- IP Österreich
- kanal 3 Regionalfernsehen
- Krone TV
- Kurier TV
- ProSieben Austria
- Puls 4
- Puls 24
- RTS Regionalfernsehen Salzburg
- Sat.1 Österreich
- Servus TV
- SIXX Austria
- Sky Österreich
- TV1 Oberösterreich
- W24

## Ziele
Die wichtigsten Ziele sind:
- Ausbau des dualen Rundfunksystems in Österreich und Schaffung von fairen Wettbewerbsbedingungen und Chancengleichheit zwischen Privatsendern und dem ORF
- Faire Wettbewerbsbedingungen auch im Hinblick auf globale Medienanbieter
- Weiterentwicklung des Fonds zur Förderung von Privatsendern („Privatrundfunkfonds“ der RTR-GmbH)
- Optimierung von Kooperationen mit Partnern der Privatsender durch Neuverhandlung von Rahmenverträgen in bestimmten Bereichen und Stärkung der Wirtschaftlichkeit der Privatsender
- Aktive Begleitung der technologischen Entwicklung im Sinne und als Berater der Mitglieder
- Darstellung der wirtschaftspolitischen und publizistischen Bedeutung der privaten Rundfunkbranche in Österreich

## Kritik
Im September 2014 beendete ATV seine Mitgliedschaft beim VÖP. Aus Sicht von ATV vertrete der VÖP ausschließlich die Interessen der Sendergruppe Pro7 Austria / Puls 4 / Sat1 Österreich. Konkret gehe es ATV darum, dass der Sender ATV2 nicht über alle Plattformen empfangbar sei. Seit dem Jahr 2018 sind ATV sowie der Schwestersender ATV2 wieder Mitglied im VÖP.